# Черокі (мова)
Черокі (ᏣᎳᎩ ᎦᏬᏂᎯᏍᏗ, МФА: [dʒalaˈɡî ɡawónihisˈdî]) — одна з ірокезьких мов, якою говорять індіанці племені черокі.
Єдина досі вживана південноірокезька мова, що використовує унікальну складову абетку черокі, винайдену Секвоєю.
Під час Другої світової війни, через маловідомість і складність мови черокі, вона використовувалася радистами-шифрувальниками армії США для передачі даних.

## Фонологія
У мові черокі тільки один губний приголосний, /m/, введений в мову порівняно недавно, якщо тільки не вважати w в цій мові лабіальним, а не велярним.

### Приголосні
|              | Лабіальний | Альвеолярні | палатальні | Велярний | Глоткові |
| ------------ | ---------- | ----------- | ---------- | -------- | -------- |
| Аспіранти    |            | t           |            | k        |          |
| Вибухові     |            | d           |            | g        | ʔ        |
| Африкати     |            | ʦ           |            |          |          |
| Спіранти     |            | s           |            |          | h        |
| Носові       | m          | n           |            |          |          |
| Апроксиманти |            |             | j          | ɰ        |          |
| Бічні        |            | l           |            |          |          |

### Голосні
|                 | Передні | Середні | Задні |
| --------------- | ------- | ------- | ----- |
| Верхні          | i       |         | u     |
| Середньо-верхні | e       | ə       | o     |
| Нижні           |         | a       |       |

### Дифтонги

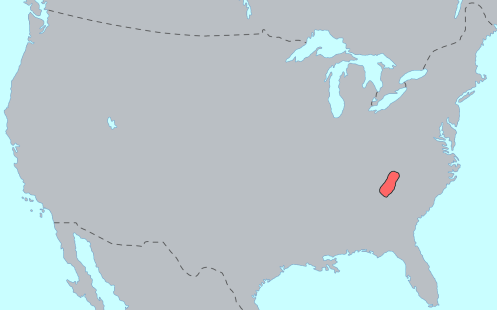
Первісне поширення мови черокі

У мові черокі тільки один незапозичений дифтонг:/ai/. Англійські звуки /ɔ/ і /b/, відсутні у вищенаведеній фонології, присутні в запозиченому англійському слові англ. automobile, використовуваному черокі Оклахоми.

### Тони
У мові черокі є система тонів, які можуть різноманітно поєднуватися між собою, слідуючи складним правилам, що залежать від спільноти носіїв мови. У багатьох мовних ареалах система тонів поступово спрощується, з огляду на те, що мова черокі звичайно друга (після англійської) рідна.
Тим не менш, тони залишаються словорозрізнювальними, та, як і раніше, точно відтворюються багатьма носіями мови, особливо найстаршими. Складова абетка черокі зазвичай не відображає тони, а випадки, коли відсутність тону на письмі практично призводить до двозначності, рідкісні для тих, кому мова черокі рідна.
Це ж відноситься і до латинської транслітерації («osiyo», «dohitsu» тощо), в якій тон теж рідко вказується, крім словників. Носії мови можуть пояснити різницю між тонами на контексті.

## Граматика
Черокі, як і більшість інших індіанських мов, полісинтетична. Як і в німецькій або латинській мовах, морфеми з'єднуються між собою іноді в дуже довгі слова. Дієслова — найважливіші частини мови мови черокі, включають, як мінімум, займенникову приставку, корінь, суфікси виду і способу. У наступному дієслові:

| G-                     | e:           | -g          | -a             |
| займенникова приставка | корінь «йти» | суфікс виду | суфікс способу |

Дієслівна форма ge: ga — «йду», включає наступні елементи:
1. Займенникову приставку g-, що вказує на першу особу та однину,
2. Корінь -e- — «йти»,
3. Суфікс виду, використаний для основи теперішнього часу: -g-,
4. Суфікс способу для правильних дієслів у теперішньому часі: -a.

У дієслів також можуть бути поворотні приставки і похідні суфікси. З усіма можливими комбінаціями афіксів, у кожного правильного дієслова теоретично може бути 21 262 форми.

## Лексика
Полісинтетична природа мови черокі дозволяє легко утворювати неологізми для передачі нових понять. Приклади:
- Di-ti-yo-hi-hi, буквально: «сперечається постійно і навмисне», — «адвокат»,
- Di-da-ni-yi-s-gi — «ловить остаточно і безповоротно», — «поліціянт».

Багато слів, однак, було запозичено з англійської мови — наприклад, англ. gasoline — «бензин», ga-so-li-ne. Чимало слів були запозичені з мов індіанських племен, що оселилися в Оклахомі на початку 1900-х років. Цікавий приклад — назва населеного пункту Ноуота. Слово nowata (точніше, nuwita) мовою делаварів означає «ласкаво просимо». Білі поселенці назвали ним своє місто, а черокі, які не знали справжнього походження слова, прийняли його за англійське англ. no water і назвали місто a-ma-di-ka-ni-gv-na-gv-na, «вся вода звідси пішла». Інші приклади запозичених слів: ka-wi — «кава», і wa-tsi —  наручний або кишеньковий годинник, звідки слово u-ta-na wa-tsi буквально «великий годинник», позначає інші види годинників.

## Писемність

Писемність черокі

Починаючи з 1819 року для мови черокі використовується особливе складове письмо, винайдене Секвоєю. Воно складається з 85 складових знаків. Деякі з них нагадують латинські букви, але мають зовсім інше значення.

## Діалекти і еволюція мови
У сучасній мові черокі два головних діалекти: Гідува, або Східне плем'я, і Оталі, або західнопагорбовий діалект, що вживається в Оклахомі. Діалект Оталі істотно відхилився від стандарту Секвої за минулі 150 років, придбавши багато запозичених і скорочених слів.
Тепер у діалекті Оталі використовують 122 різних склади, що перевищує кількість складів в абетці Секвої — 85.
| Склад Оталі | Номер в абетці Секвої | Символ в абетці Секвої | Латинська транслітерація |
| Nah         | 32                    | Ꮐ                      | nah                      |
| Hna         | 31                    | Ꮏ                      | hna                      |
| Qua         | 38                    | Ꮖ                      | qua                      |
| Que         | 39                    | Ꮗ                      | que                      |
| Qui         | 40                    | Ꮘ                      | qui                      |
| Quo         | 41                    | Ꮙ                      | quo                      |
| Quu         | 42                    | Ꮚ                      | quu                      |
| Quv         | 43                    | Ꮛ                      | quv                      |
| Dla         | 60                    | Ꮬ                      | dla                      |
| Tla         | 61                    | Ꮭ                      | tla                      |
| Tle         | 62                    | Ꮮ                      | tle                      |
| Tli         | 63                    | Ꮯ                      | tli                      |
| Tlo         | 64                    | Ꮰ                      | tlo                      |
| Tlu         | 65                    | Ꮱ                      | tlu                      |
| Tlv         | 66                    | Ꮲ                      | tlv                      |
| Tsa         | 67                    | Ꮳ                      | tsa                      |
| Tse         | 68                    | Ꮴ                      | tse                      |
| Tsi         | 69                    | Ꮵ                      | tsi                      |
| Tso         | 70                    | Ꮶ                      | tso                      |
| Tsu         | 71                    | Ꮷ                      | tsu                      |
| Tsv         | 72                    | Ꮸ                      | tsv                      |
| Hah         | 79                    | Ꮿ                      | ya                       |
| Gwu         | 11                    | Ꭻ                      | gu                       |
| Gwi         | 40                    | Ꮘ                      | qui                      |
| Hla         | 61                    | Ꮭ                      | tla                      |
| Hwa         | 73                    | Ꮹ                      | wa                       |
| Gwa         | 38                    | Ꮖ                      | qua                      |
| Hlv         | 66                    | Ꮲ                      | tlv                      |
| Guh         | 11                    | Ꭻ                      | gu                       |
| Gwe         | 39                    | Ꮗ                      | que                      |
| Wah         | 73                    | Ꮹ                      | wa                       |
| Hnv         | 37                    | Ꮕ                      | nv                       |
| Teh         | 54                    | Ꮦ                      | te                       |
| Qwa         | 06                    | Ꭶ                      | ga                       |
| Yah         | 79                    | Ꮿ                      | ya                       |
| Na          | 30                    | Ꮎ                      | na                       |
| Ne          | 33                    | Ꮑ                      | ne                       |
| Ni          | 34                    | Ꮒ                      | ni                       |
| No          | 35                    | Ꮓ                      | no                       |
| Nu          | 36                    | Ꮔ                      | nu                       |
| Nv          | 37                    | Ꮕ                      | nv                       |
| Ga          | 06                    | Ꭶ                      | ga                       |
| Ka          | 07                    | Ꭷ                      | ka                       |
| Ge          | 08                    | Ꭸ                      | ge                       |
| Gi          | 09                    | Ꭹ                      | gi                       |
| Go          | 10                    | Ꭺ                      | go                       |
| Gu          | 11                    | Ꭻ                      | gu                       |
| Gv          | 12                    | Ꭼ                      | gv                       |
| Ha          | 13                    | Ꭽ                      | ha                       |
| He          | 14                    | Ꭾ                      | he                       |
| Hi          | 15                    | Ꭿ                      | hi                       |
| Ho          | 16                    | Ꮀ                      | ho                       |
| Hu          | 17                    | Ꮁ                      | hu                       |
| Hv          | 18                    | Ꮂ                      | hv                       |
| Ma          | 25                    | Ꮉ                      | ma                       |
| Me          | 26                    | Ꮊ                      | me                       |
| Mi          | 27                    | Ꮋ                      | mi                       |
| Mo          | 28                    | Ꮌ                      | mo                       |
| Mu          | 29                    | Ꮍ                      | mu                       |
| Da          | 51                    | Ꮣ                      | da                       |
| Ta          | 52                    | Ꮤ                      | ta                       |
| De          | 53                    | Ꮥ                      | de                       |
| Te          | 54                    | Ꮦ                      | te                       |
| Di          | 55                    | Ꮧ                      | di                       |
| Ti          | 56                    | Ꮨ                      | ti                       |
| Do          | 57                    | Ꮩ                      | do                       |
| Du          | 58                    | Ꮪ                      | du                       |
| Dv          | 59                    | Ꮫ                      | dv                       |
| La          | 19                    | Ꮃ                      | la                       |
| Le          | 20                    | Ꮄ                      | le                       |
| Li          | 21                    | Ꮅ                      | li                       |
| Lo          | 22                    | Ꮆ                      | lo                       |
| Lu          | 23                    | Ꮇ                      | lu                       |
| Lv          | 24                    | Ꮈ                      | lv                       |
| Sa          | 44                    | Ꮜ                      | sa                       |
| Se          | 46                    | Ꮞ                      | se                       |
| Si          | 47                    | Ꮟ                      | si                       |
| So          | 48                    | Ꮠ                      | so                       |
| Su          | 49                    | Ꮡ                      | su                       |
| Sv          | 50                    | Ꮢ                      | sv                       |
| Wa          | 73                    | Ꮹ                      | wa                       |
| We          | 74                    | Ꮺ                      | we                       |
| Wi          | 75                    | Ꮻ                      | wi                       |
| Wo          | 76                    | Ꮼ                      | wo                       |
| Wu          | 77                    | Ꮽ                      | wu                       |
| Wv          | 78                    | Ꮾ                      | wv                       |
| Ya          | 79                    | Ꮿ                      | ya                       |
| Ye          | 80                    | Ᏸ                      | ye                       |
| Yi          | 81                    | Ᏹ                      | yi                       |
| Yo          | 82                    | Ᏺ                      | yo                       |
| Yu          | 83                    | Ᏻ                      | yu                       |
| Yv          | 84                    | Ᏼ                      | yv                       |
| To          | 57                    | Ꮩ                      | do                       |
| Tu          | 58                    | Ꮪ                      | du                       |
| Ko          | 10                    | Ꭺ                      | go                       |
| Tv          | 59                    | Ꮫ                      | dv                       |
| Qa          | 73                    | Ꮹ                      | wa                       |
| Ke          | 07                    | Ꭷ                      | ka                       |
| Kv          | 12                    | Ꭼ                      | gv                       |
| Ah          | 00                    | Ꭰ                      | a                        |
| Qo          | 10                    | Ꭺ                      | go                       |
| Oh          | 03                    | Ꭳ                      | o                        |
| Ju          | 71                    | Ꮷ                      | tsu                      |
| Ji          | 69                    | Ꮵ                      | tsi                      |
| Ja          | 67                    | Ꮳ                      | tsa                      |
| Je          | 68                    | Ꮴ                      | tse                      |
| Jo          | 70                    | Ꮶ                      | tso                      |
| Jv          | 72                    | Ꮸ                      | tsv                      |
| A           | 00                    | Ꭰ                      | a                        |
| E           | 01                    | Ꭱ                      | e                        |
| I           | 02                    | Ꭲ                      | i                        |
| O           | 03                    | Ꭳ                      | o                        |
| U           | 04                    | Ꭴ                      | u                        |
| V           | 05                    | Ꭵ                      | v                        |
| S           | 45                    | Ꮝ                      | s                        |
| N           | 30                    | Ꮎ                      | na                       |
| L           | 02                    | Ꭲ                      | i                        |
| T           | 52                    | Ꮤ                      | ta                       |
| D           | 55                    | Ꮧ                      | di                       |
| Y           | 80                    | Ᏸ                      | ye                       |
| K           | 06                    | Ꭶ                      | ga                       |
| G           | 06                    | Ꭶ                      | ga                       |